# Serraca fasciata
Serraca fasciata är en fjärilsart som beskrevs av Wagner 1920. Serraca fasciata ingår i släktet Serraca och familjen mätare. Inga underarter finns listade i Catalogue of Life.